# NGC 4459
NGC 4459是一个位于后发座的透镜状星系，距离地球约5000万光年。该星系也被归类为LINER星系。天文学家威廉·赫歇尔于1787年1月14日发现了NGC 4459。该星系是室女座星系团的成员。

## 物理特性

### 尘埃盘
NGC 4459的中心有一个围绕着内环的絮状尘埃盘。此外，似乎还有证据表明，尘埃盘中正在发生恒星形成。

### 超大质量黑洞
NGC 4459有一个超大质量黑洞，估计其质量约为7000万个太阳（7×107 M☉）。其直径估计约为2.87个天文单位 。 

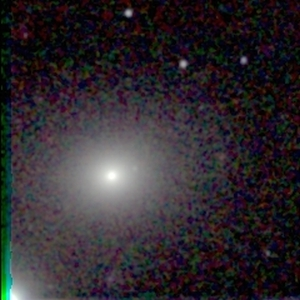
NGC 4459的2MASS图像